# Tango (film, 1981)
Tango je polský krátký animovaný experimentální film režiséra Zbigniewa Rybczyńského z roku 1981. Snímek získal Oscara na 55. udílení cen Americké filmové akademie za nejlepší krátký animovaný film.

## Obsah
Kamera zabírá prázdnou místnost činžovního domu. Do místnosti vpadne otevřeným oknem míč. Pro míč se do okna vplazí chlapec. Prostor místnosti ožívá, postupně se v ní objevují různé postavy a vykonávají rutinní úkony a denní činnosti. Tyto činnosti se stereotypně opakují, až nakonec všechny utichnou. Míč naposledy vpadne oknem do místnosti. Stará žena jej sebere a odchází dveřmi.

## Výroba
Rybczyńského krátký film používá animační metodu pixilace, která bylo vytvořena netypicky s použitím kopírovacího stroje. Tvůrci museli vytvořit sled záběrů pomocí optické kopírky, ve které vytvořili několik set tisíc obrázků (záběrů). Jednotlivé dějové linky byly překopírovávány přes sebe, až vznikla komplexní série, která připomíná ornamenty a optické iluze Albrechta Dürera. Práce trvala více než osm měsíců. Film produkovalo studio animovaného filmu Se-Ma-For v Lodži.

## Ocenění
Snímek získal cenu za nejlepší krátký animovaný film na 55. udílení cen Americké filmové akademie (Oscarů) v roce 1983.